# (126) Velléda
(126) Velléda (désignation internationale 126 Velleda) est un astéroïde de la ceinture principale découvert par Paul-Pierre Henry le 5 novembre 1872.
Il a été nommé d'après la prophétesse germanique Velléda.

## Compléments